# Église Saint-Pierre de Crugny
Pour les articles homonymes, voir Église Saint-Pierre.
L'église de Crugny est une église catholique située à Crugny en Champagne-Ardenne.

## Présentation
Les parties les plus anciennes de l'église sont les arcades à support carré, intrados des arcs à un seul rouleau, les fenêtres au-dessus des piliers. Son chevet plat est sous le symbole de la Trinité avec une baie triple, mais aussi de l'unité avec un oculus unique.
L'emploi de feuilles d'acanthe dans la croisée des transepts montre une élaboration de 1160. Les chapiteaux du transept nord sont caractéristiques du XIIIe siècle. Un incendie en 1676 força à construire en style gothique les parties sud ; bras et chapelle.
L'édifice fut classé au titre des monuments historiques en 1921.

Extérieur
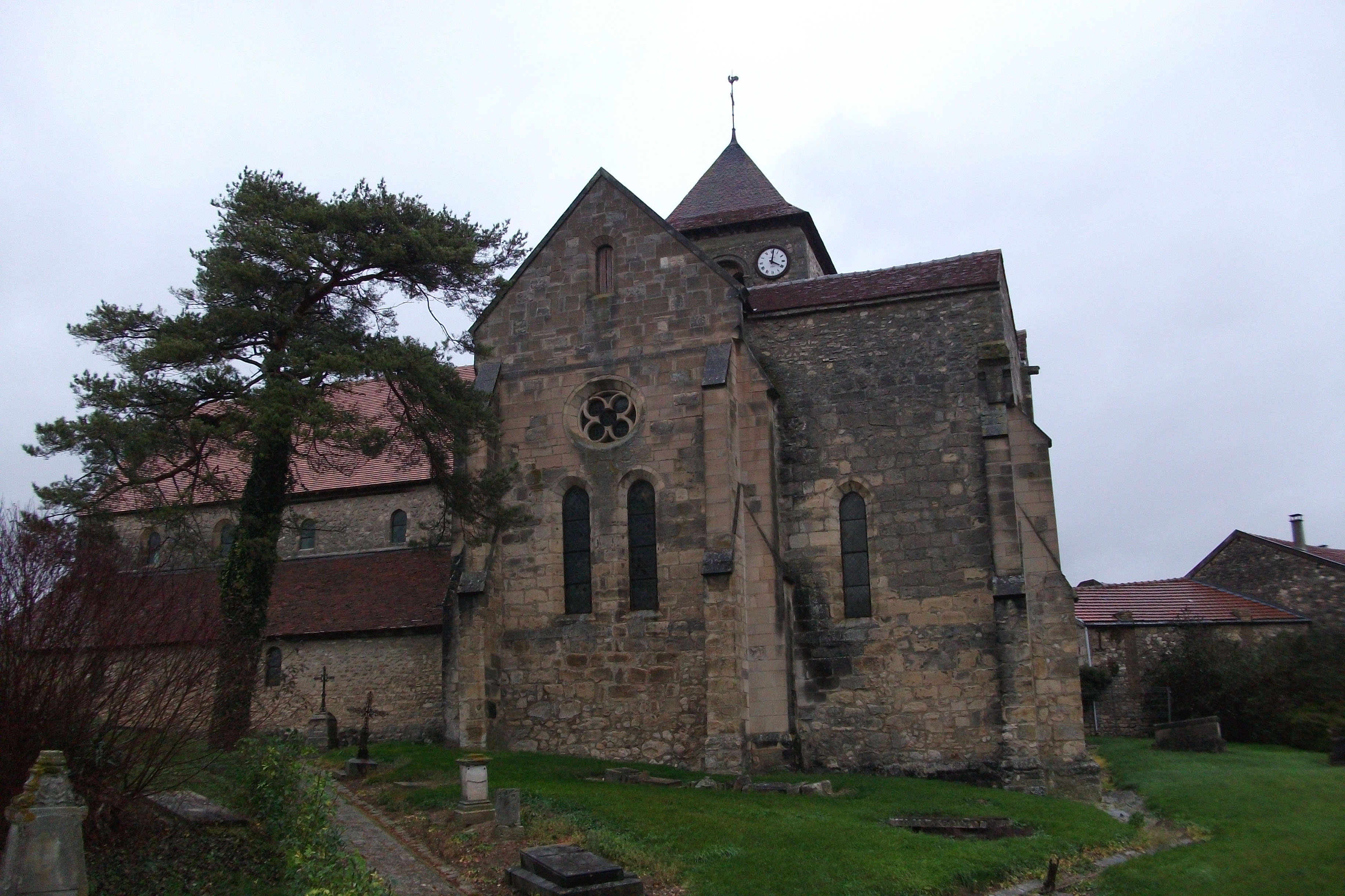
Sur sa butte.
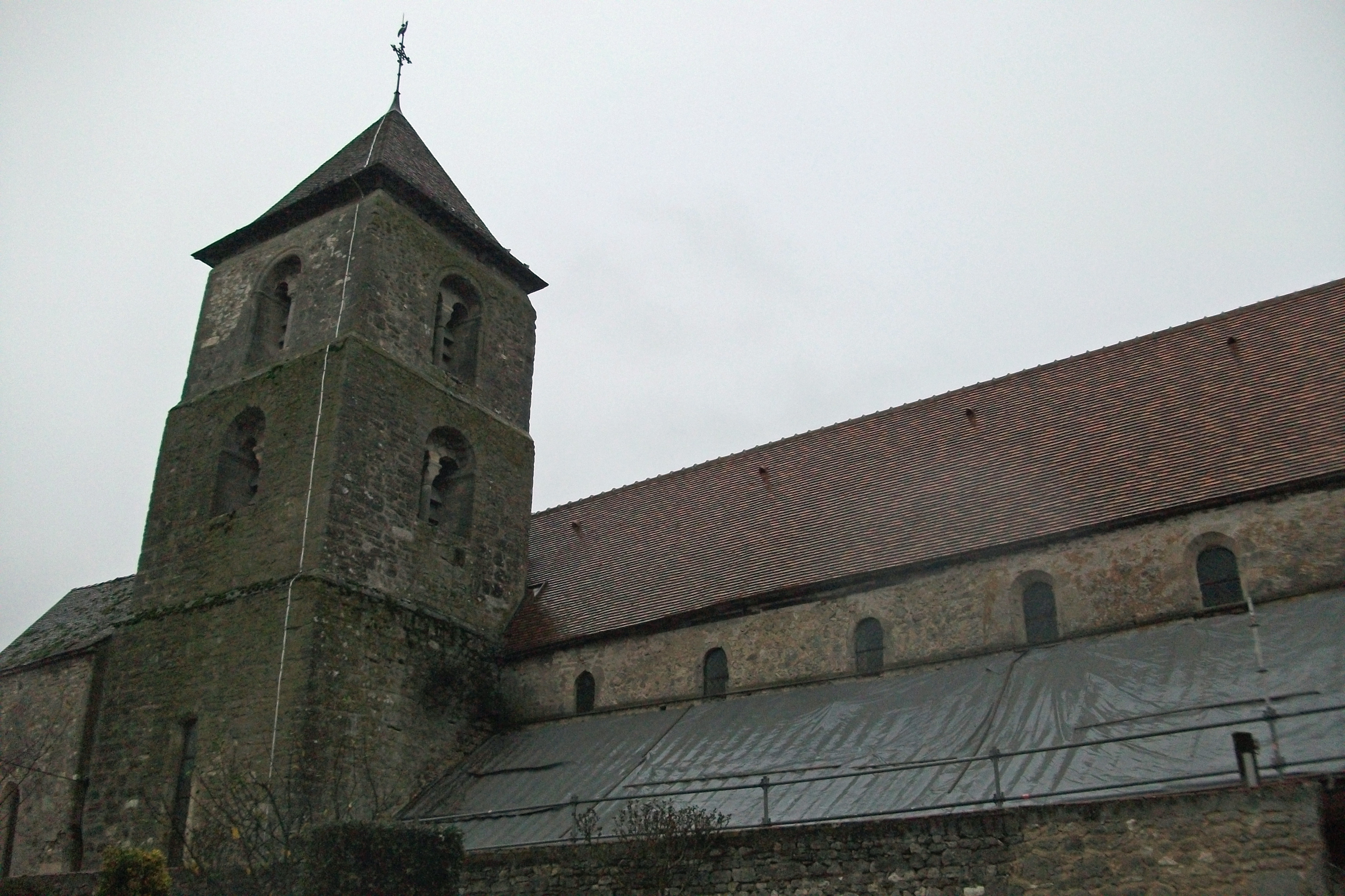
Le clocher au nord.
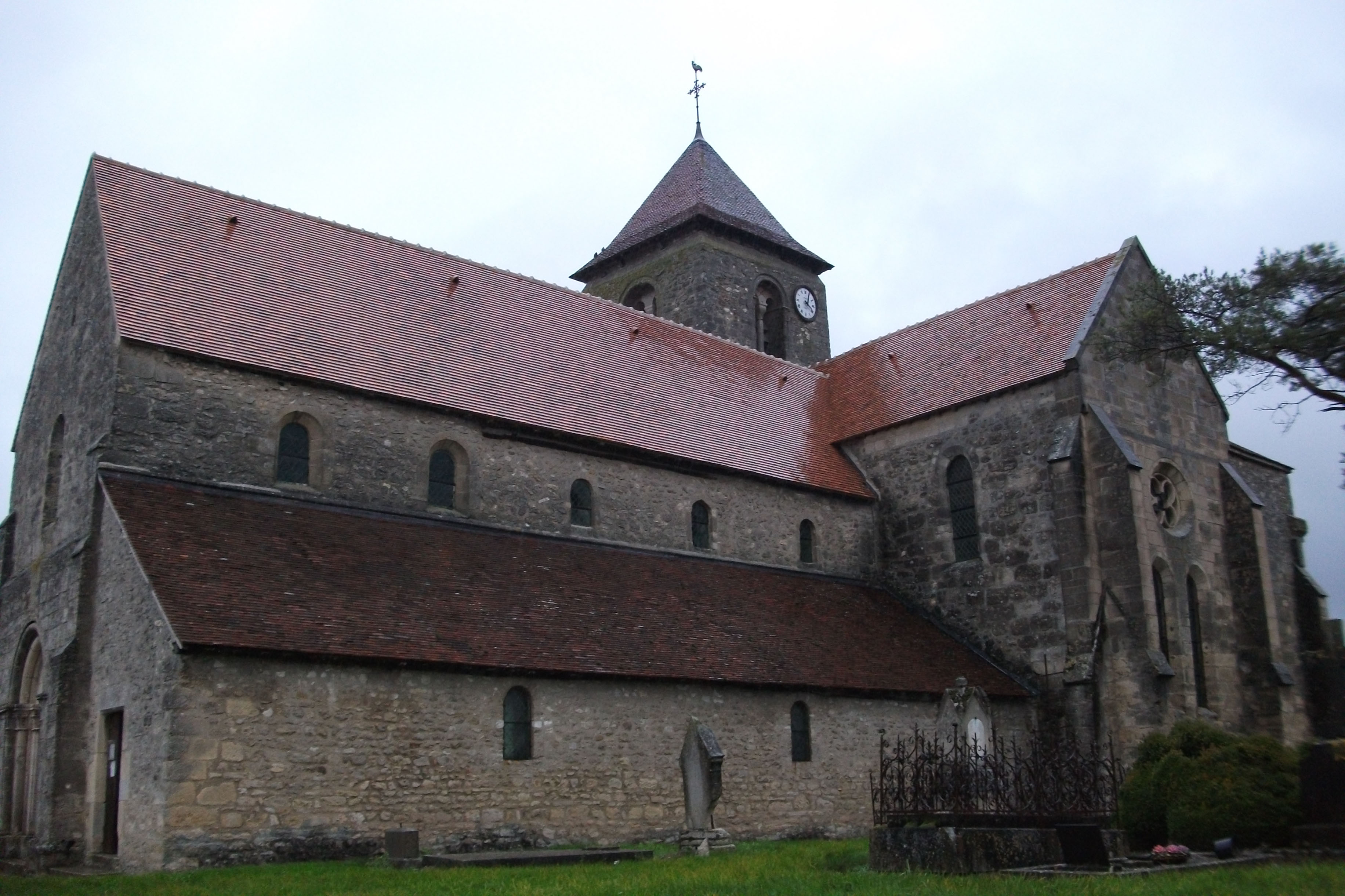
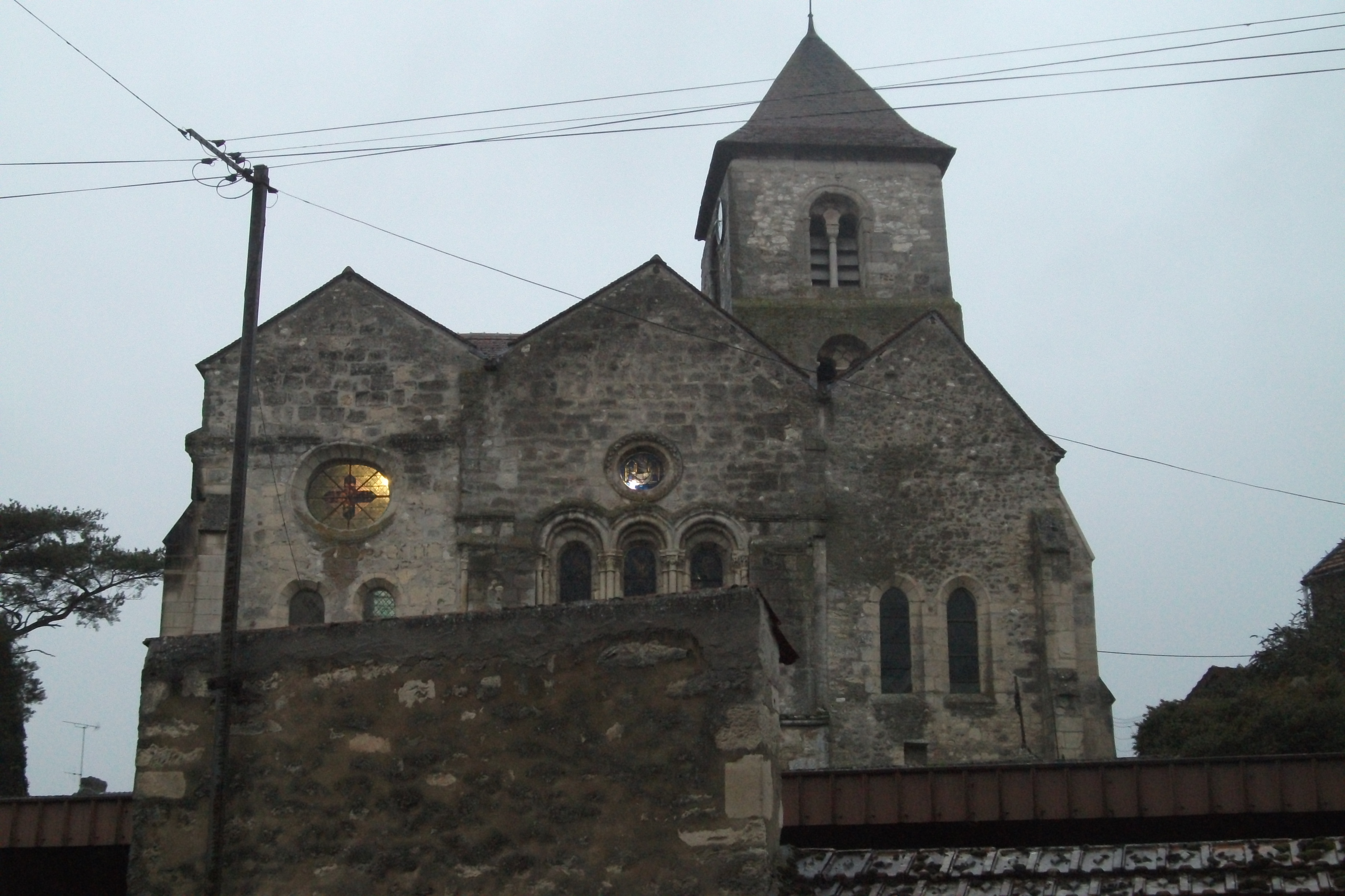
Le chevet plat.

## Images

Intérieur
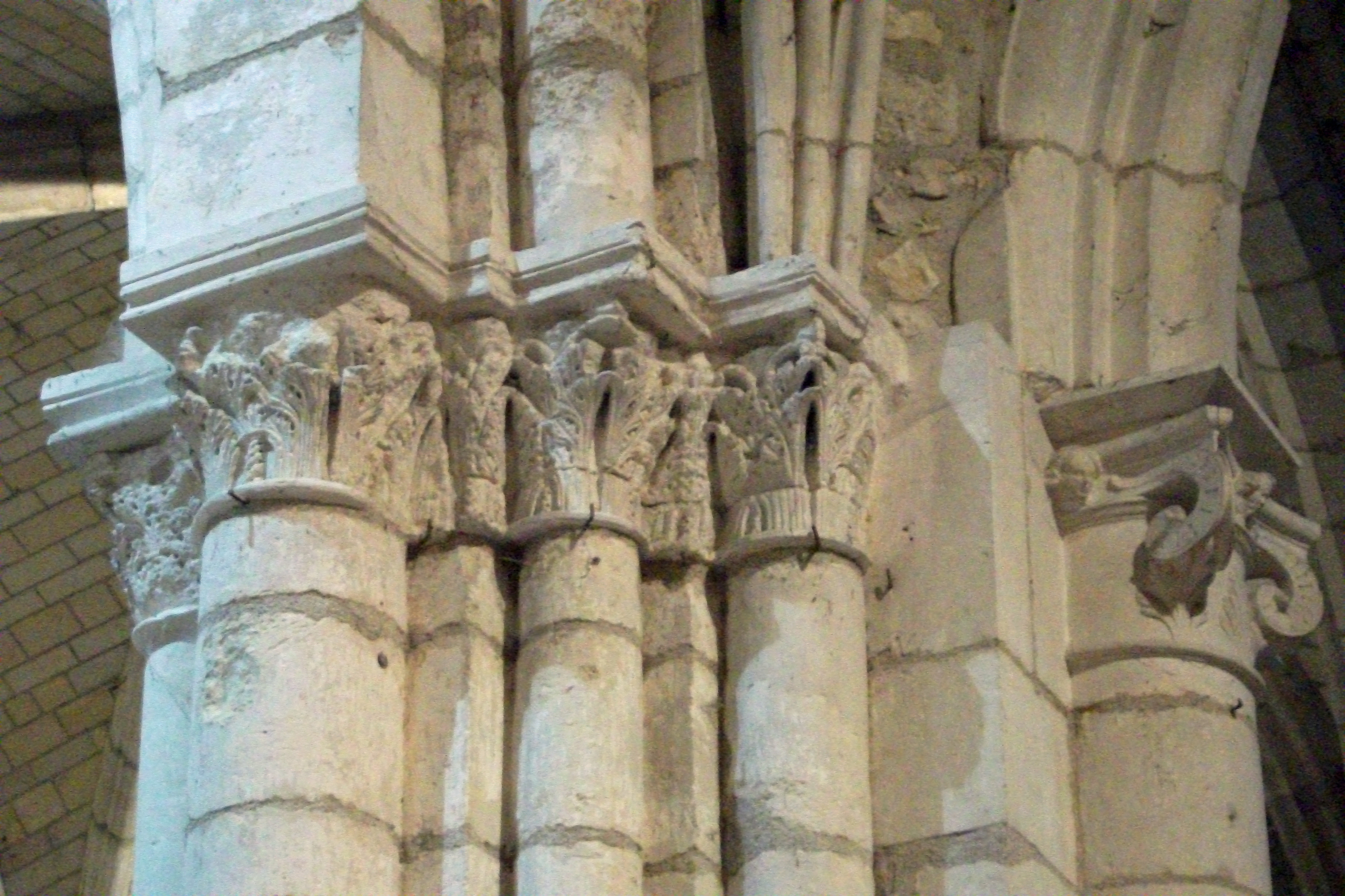
Chapiteau.
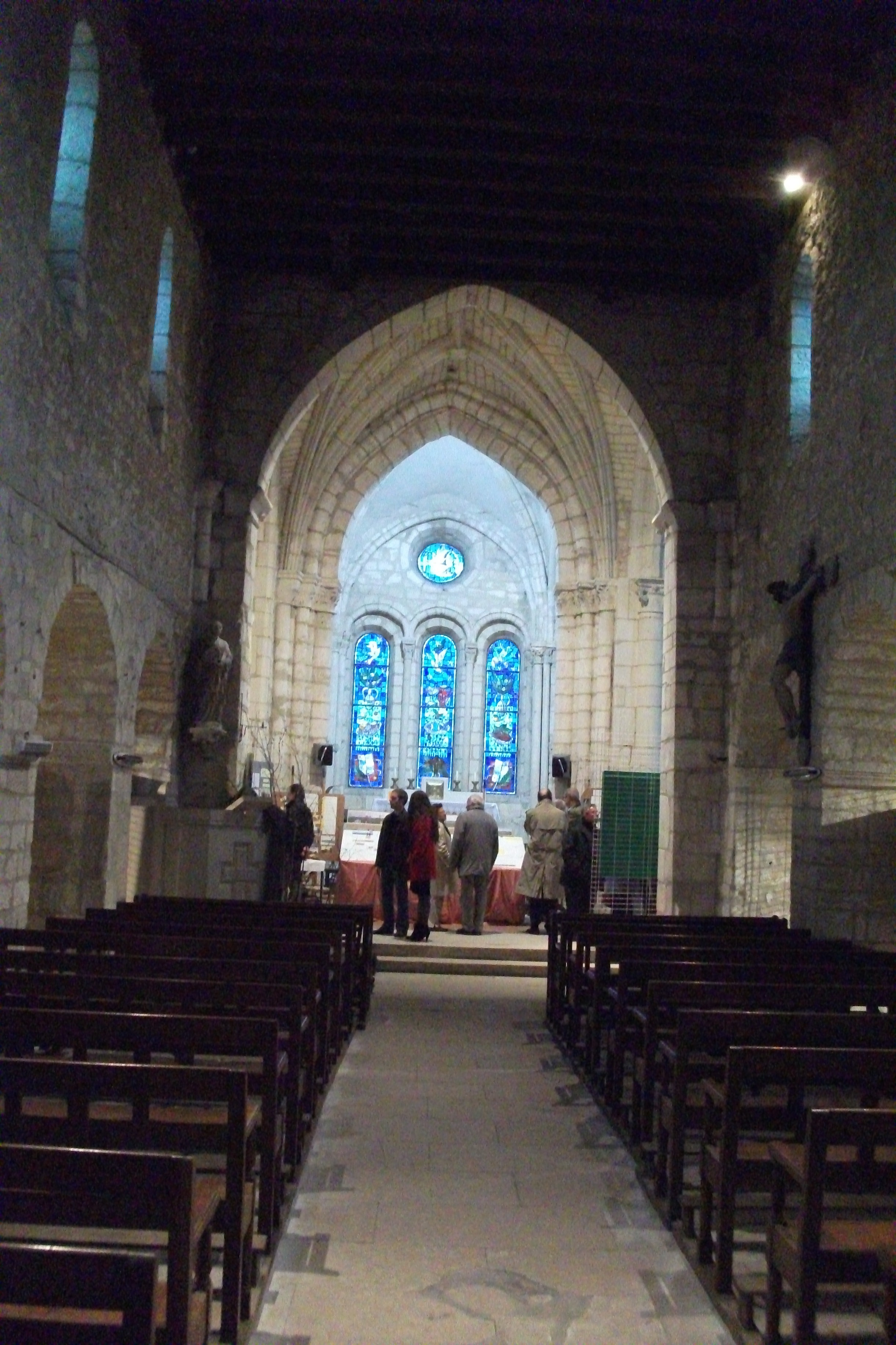
La nef.
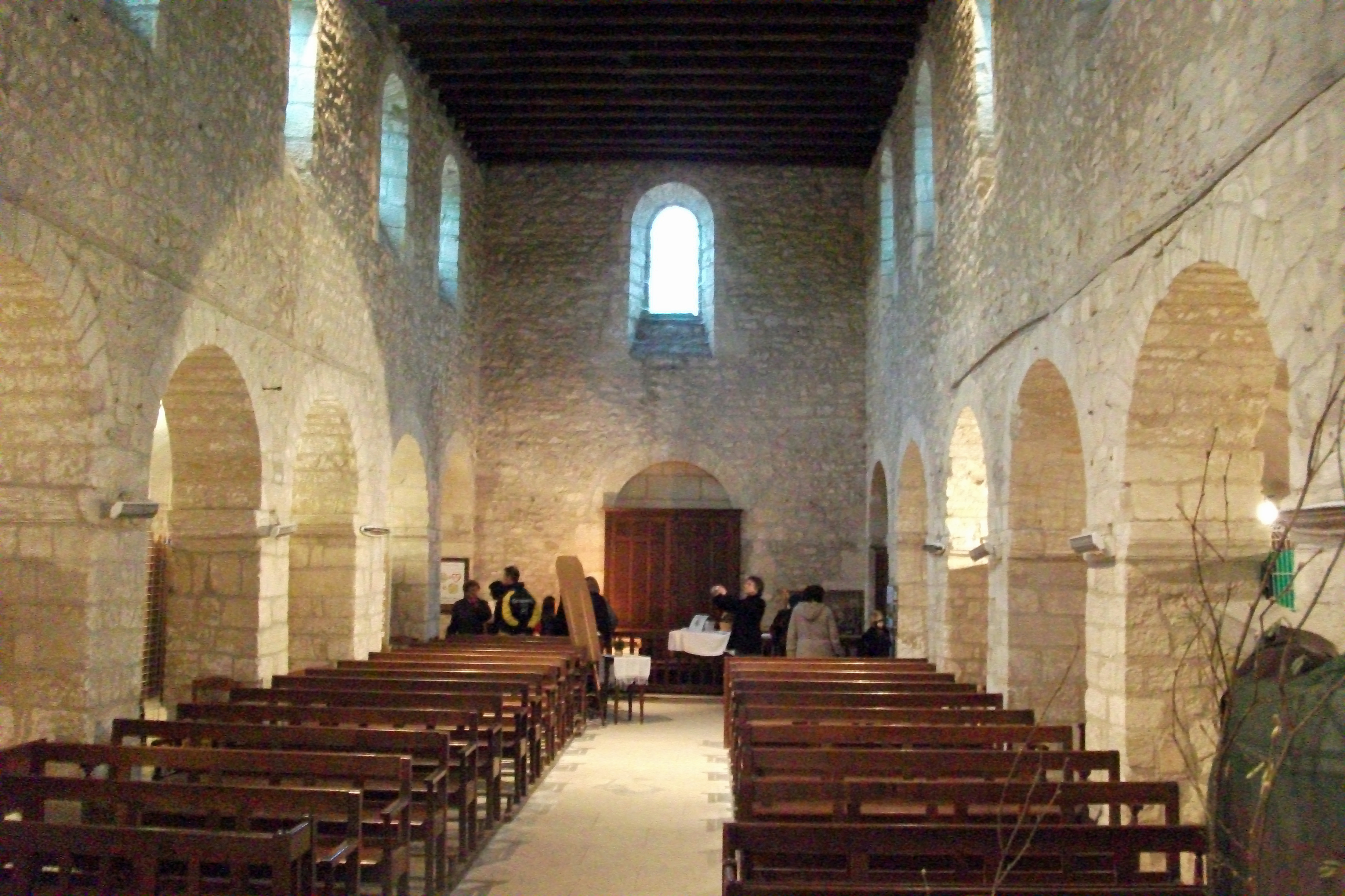
La nef vers le portail.
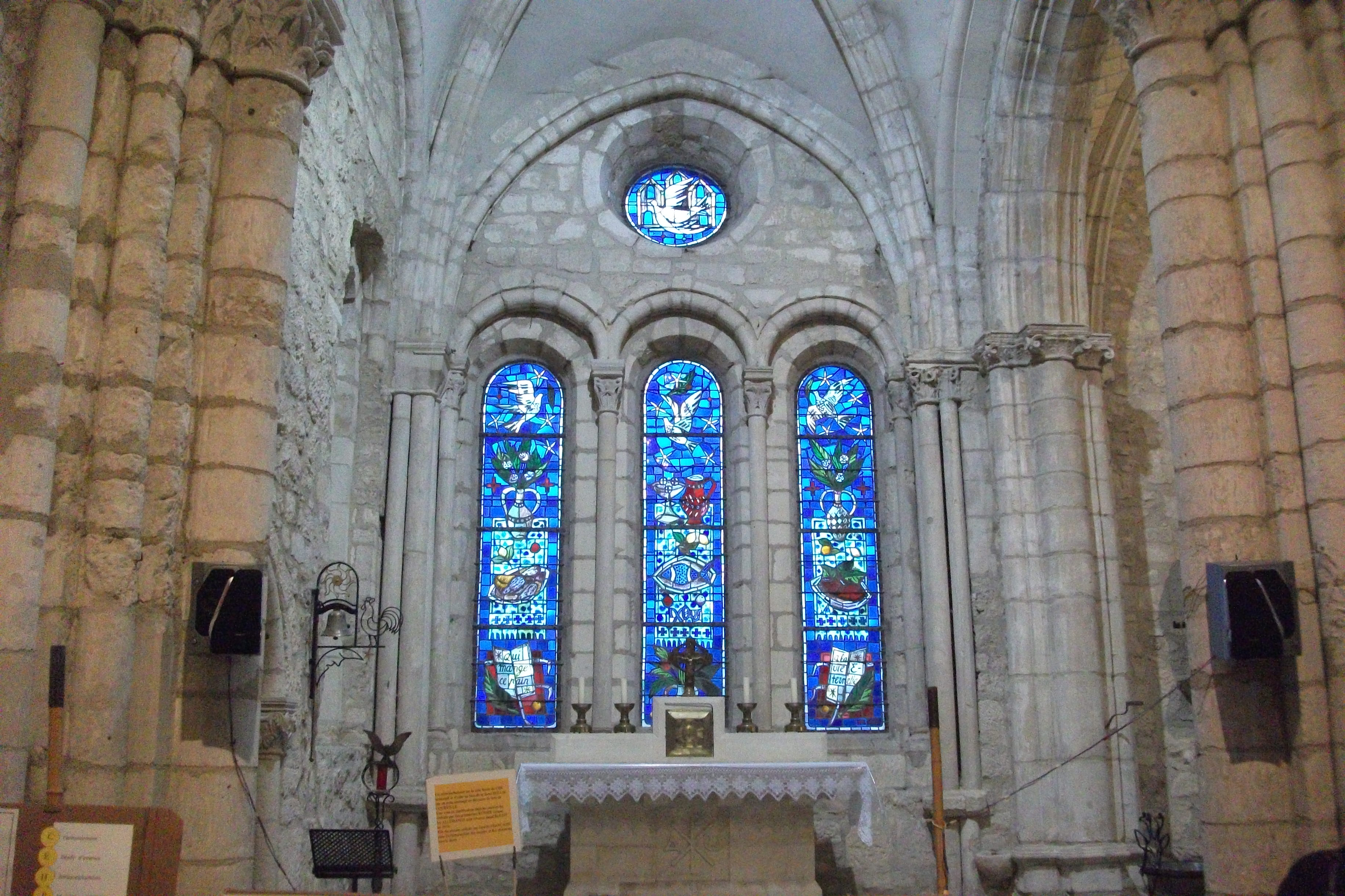
Vitrail.